# Platythelys vaginata
Platythelys vaginata är en orkidéart som först beskrevs av William Jackson Hooker, och fick sitt nu gällande namn av Leslie Andrew Garay. Platythelys vaginata ingår i släktet Platythelys och familjen orkidéer. Inga underarter finns listade i Catalogue of Life.